# John Fillmore Hayford
John Fillmore Hayford (Rouses Point, 19 de mayo de 1868-Evanston, 10 de marzo de 1925) fue un eminente geodesta estadounidense.
Sus trabajos se centraron en el estudio de la isostasia y en el establecimiento de un elipsoide de referencia (que lleva su nombre) para aproximar la superficie de la Tierra con fines cartográficos.
La biografía de Hayford (en inglés) se puede encontrar en la sección de Memorias Biográficas de la Academia Nacional de Ciencias de Estados Unidos (Biographical Memoirs of the National Academy of Sciences, 16 (5), 1935.)

## Honores

### Eponimia
- El cráter Hayford situado en la cara oculta de la Luna lleva su nombre como reconocimiento a su labor.[1]

- Así mismo, el Monte Hayford (de 1871 metros de altura, situado en Metlakatla, Alaska, Estados Unidos), le debe su nombre.[2]